# Gustavo Kuerten
Gustavo Kuerten, mais conhecido como Guga (Florianópolis, 10 de setembro de 1976), é um ex-tenista profissional brasileiro, condecorado com posição no Hall da Fama da Associação de Tenistas Profissionais (ATP). Tricampeão de Roland-Garros, é considerado o maior tenista masculino da história do Brasil. É o único tenista da história a ganhar de Pete Sampras e Andre Agassi no mesmo torneio.
Foi um dos convidados especiais na cerimônia de abertura dos Jogos Olímpicos de Verão de 2016. Nesta mesma edição dos Jogos também passou a ser conhecido como "O Labrador Humano", devido a sempre aparecer de bom humor e sorrindo nas transmissões, se assemelhando assim à raça canina, que costuma ser bem alegre e amigável.
Somente ele, Roger Federer, Rafael Nadal, Novak Djokovic e Andy Murray são os únicos cinco jogadores não norte-americanos a jogar pelo menos uma vez a final de todos os quatro Masters Series ATP jogados na América do Norte (Indian Wells; Miami; Montreal/Toronto; e Cincinnati).
Em 2014, Guga foi considerado pela Revista Tênis um dos "10 tenistas que transformaram a forma como o tênis é jogado". Segundo a revista, "diante de adversários que fundamentavam seus jogos no preparo físico e na regularidade de fundo, o brasileiro ousou acelerar bolas, arriscar paralelas de backhand, tentar curtinhas etc. De repente, aquele padrão extremamente defensivo do jogo de saibro deu lugar a um estilo muito mais agressivo, exuberante e alegre. Mesmo jogando do fundo de quadra, Guga mostrou que era capaz de encurralar os oponentes, tirá-los do sério com seus imprevisíveis ataques com o backhand na paralela ou então com deixadinhas depois de tê-los jogado metros longe da linha de base".

## Vida pessoal e primeiros passos no esporte
Maior tenista masculino brasileiro de todos os tempos – o que é comprovado pelos números (títulos, rankings e premiações) de sua carreira – Gustavo Kuerten teve a vida marcada por duas tragédias familiares. A primeira foi a morte de seu pai, Aldo Kuerten, jogador amador de tênis e incentivador da educação pelo esporte, que colaborava nos campeonatos como juiz de cadeira. Quando Guga contava apenas oito anos de idade, em 1985, teve que enfrentar a morte do pai devido a um ataque cardíaco, enquanto arbitrava uma partida entre juniores em Curitiba.

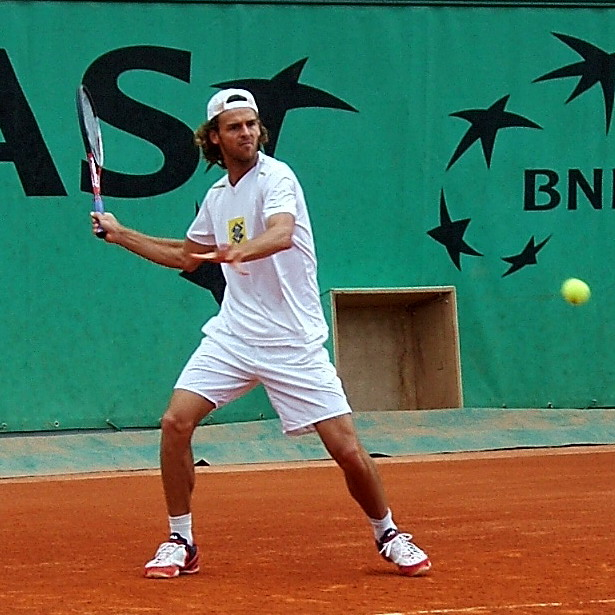
Gustavo Kuerten, treinando em Roland Garros

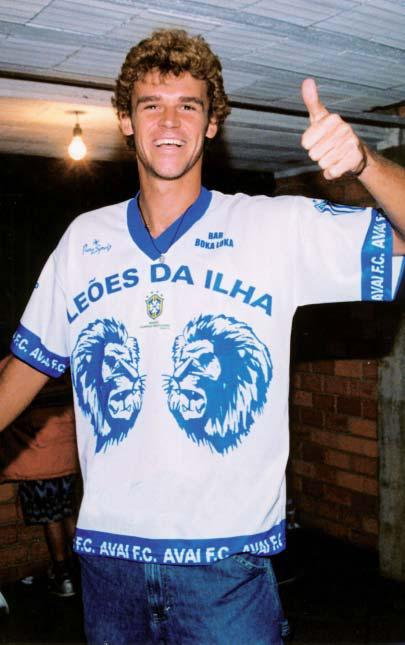
Guga uniformizado para o jogo do seu time de coração

A segunda envolve o irmão caçula, Guilherme Kuerten, que durante o nascimento sofreu de privação prolongada de oxigênio, causadora de dano cerebral irreversível e consequentes deficiências física e mental severas. Guilherme faleceu em 7 de novembro de 2007, vítima de parada cardiorrespiratória, e foi sepultado no Cemitério Jardim da Paz de Florianópolis. Desde cedo Guga foi estreitamente ligado à luta diária do irmão, algo que incorporou em sua carreira de tenista: em cada jogo disputado, a partir de 1998, Kuerten doava duzentos dólares a instituições de caridade; além disso, todos os troféus conquistados eram dados para o irmão caçula (incluindo as três réplicas em miniatura do troféu de Roland-Garros).
De ascendência maioritariamente alemã, com alguns elementos austríacos e poloneses, Gustavo Kuerten começou a jogar tênis aos seis anos, por incentivo paterno. Começou treinando com o professor Paulo Allebrandt. Quando tinha 14 anos, conheceu Larri Passos, seu técnico pelos 15 anos seguintes. Foi ele quem convenceu o jogador e sua família de que o jovem tenista tinha talento suficiente para se profissionalizar. Ambos - Kuerten e Larri - começaram a participar de torneios juniores no Brasil e no exterior. Em 1995 Kuerten tornou-se profissional.
Além do tênis, Guga costuma praticar o surfe nas praias de Florianópolis. No futebol, Guga torce pelo Avaí Futebol Clube de sua cidade natal. Também é conhecido por ser extremamente humilde e respeitar seu público, quando fora das quadras.

## Carreira profissional
Seu primeiro grande feito foi ajudar o time brasileiro da Copa Davis de 1996, a derrotar a equipe da Áustria, e alcançar a primeira divisão da competição, o Grupo Mundial. Depois de dois anos como profissional, em 1997, Kuerten elevou-se à posição de jogador número 2 do Brasil, ficando classificado abaixo somente de Fernando Meligeni.
No mesmo ano tornou-se o primeiro tenista masculino brasileiro a vencer um torneio em simples do Grand Slam, a série das quatro mais importantes competições de tênis do circuito profissional mundial. Antes dele, somente Maria Esther Bueno tinha vencido campeonatos nas simples (mas também nas duplas femininas e duplas mistas), enquanto Thomaz Koch lograra êxito nas duplas mistas. Gustavo Kuerten, no entanto, trouxe o inédito título de simples do Roland-Garros. Para erguer o troféu do Grand Slam, Guga precisou vencer os últimos três campeões do torneio: Thomas Muster (95), Yevgeny Kafelnikov (96) e Sergi Bruguera (93/94). Em sua trajetória rumo ao título, o brasileiro perdeu oito sets. Ao receber o troféu, Guga fez a seguinte declaração:
| “ | "Foi uma grande emoção para mim receber o troféu destes ídolos do tênis (Björn Borg e Guillermo Vilas). Eles são muito melhores do que eu, fizeram coisas incríveis para o tênis e tenho muito respeito por eles. São coisas novas para mim, essas de encontrar pessoas famosas, e gostei muito!" | ” |

Como consequência de sua inesperada vitória em 1997, uma vez que ao vencer o torneio o jogador não estava sequer entre os 50 melhores do mundo, Guga Kuerten teve dificuldades no subsequente ano e meio, ajustando-se à sua súbita fama e à pressão por vitórias. Certamente 1998 foi o ano pior de sua carreira, sem estar diretamente relacionado a contusões. Na mídia, na crítica e no crescente número de torcedores (além dos antigos, também novos, agora absorvidos pela chamada "gugamania"), havia clara pressão para que o jogador assumisse o posto de "embaixador" do tênis brasileiro. Isso ficou evidente depois de sua derrota nas rodadas preliminares para o então desconhecido Marat Safin na edição de 1998 de Roland-Garros. O torneio de tênis coincidiu com a Copa do Mundo da Fifa, na França. Portanto, não houve o retorno imediato das equipes inteiras de jornalistas brasileiros enviadas a Paris como se informou anteriormente. Alguns poucos jornalistas se dividiram entre o tênis e os primeiros jogos do mundial de futebol. Guga, inclusive, chegou a voltar a Paris durante a Copa do Mundo e usou o complexo de Roland-Garros para treinamentos.
Guga havia passado de nº 66 do mundo para nº 15, ao vencer Roland-Garros em junho de 1997. Ele entrou pela primeira vez no top 10 mundial em agosto de 1997. Em 1998, ao não defender seu título de Grand Slam, Guga ficou estabilizado entre as posições 20 e 30 do ranking, entre junho de 1998 e março de 1999; a partir daí, rumou para o topo do ranking mundial, atingindo pela primeira vez o posto de nº 1 do mundo em dezembro de 2000.
Em 1998 Guga teve como campanhas de destaque a ida à semifinal do ATP de Memphis em fevereiro, e às quartas de final do Masters de Miami em março, ambos em piso hard; quartas de final no Masters de Hamburgo e semifinal no Masters de Roma, ambos no saibro. Em Roland-Garros perdeu na segunda rodada para Marat Safin (que viria a se tornar nº 1 do mundo no ano 2000, e se tornar um dos maiores rivais de Guga) por 3 sets a 2. Em julho, venceu o ATP de Stuttgart e, em setembro, o ATP de Mallorca, ambos no saibro.
Já no ano de 1999 Kuerten teve como campanhas importantes a semifinal do Masters de Indian Wells, em março, no piso hard; no saibro, o título do Masters de Monte Carlo em abril, e em maio, as quartas de final no Masters de Hamburgo, o título do Masters de Roma e as quartas de final em Roland Garros. Em junho, faz sua melhor campanha em Wimbledon, chegando às quartas de final. No mês de agosto, foi às quartas de final do Masters de Cincinnati, do ATP de Indianápolis, e do US Open. À esta altura, Guga já era top 5 mundial.
Os anos de 2000, quando terminou como número um, e de 2001, quando terminou como número dois, representaram o auge da carreira do tenista catarinense. Em ambos, Guga sagrou-se campeão de seu torneio predileto, Roland-Garros, assim como venceu todos os grandes tenistas da época e alguns mitos, como Pete Sampras e Andre Agassi.
Em 2000, Guga venceu o ATP de Santiago em fevereiro; em março, foi à final do Masters de Miami, em piso hard, perdendo para Pete Sampras em jogo contestado (houve alegações de favorecimento do juiz para o norte-americano). Na temporada de saibro, foi finalista do Masters de Roma perdendo para Magnus Norman, venceu o Masters de Hamburgo derrotando Marat Safin na final e foi bicampeão de Roland-Garros vencendo o sueco Magnus Norman na final, que havia perdido apenas um set durante toda a competição. Ao conquistar o seu segundo título em Paris, Guga alcançou, pela primeira vez na carreira, a liderança da Corrida dos Campeões.
| “ | "Aqui estou de novo. Feliz por este momento. Eu estava muito nervoso no final do jogo. Foi aqui que eu apareci pela primeira vez, para ganhar o meu primeiro torneio em 97. Foi aqui que meus sonhos começaram a se tornar realidade. Não achei que pudesse voltar aqui e vencer. Também gostaria de parabenizar o Norman. Nós dois merecíamos estar aqui hoje — disse Guga ao final da partida. (...) No primeiro ano que eu ganhei aqui, as coisas aconteceram, eu apareci e foi uma surpresa para todo mundo. Muita gente ficou na dúvida se eu iria chegar lá mesmo. Eu nunca duvidei, mas hoje, a vitória veio selar o fato de eu estar entre os melhores do mundo. Veio tudo no momento certo. Estou confiante e sei que posso jogar de igual para igual com todos os jogadores!" | ” |

Embora declarasse não gostar de jogar na grama, e algumas vezes sequer ter participado do torneio de Wimbledon - devido à diferença entre o piso de saibro e grama ser muito grande na época, e ao fato de que Guga costumeiramente obtinha sucesso em torneios seguidos no saibro logo antes de Wimbledon, o que extenuava o atleta e também tornava desnecessário lutar por pontos na grama -, neste ano participou e foi à terceira rodada. Em agosto, foi à semifinal do Masters de Cincinnati, torneio em piso hard, perdendo para o inglês Tim Henman, e venceu o ATP de Indianápolis, em piso hard, vencendo Marat Safin na final. Foi às quartas de final dos Jogos Olímpicos de Verão de 2000 em Sydney, perdendo para Yevgeny Kafelnikov. Chegou às quartas de final dos ATPs de Hong Kong e Tóquio (em piso hard) e Lyon (no piso de carpete). Em novembro, foi à semifinal do Masters de Paris (realizado no piso carpete) perdendo para o supersacador Mark Philippoussis, e terminou o ano como número 1 do mundo, após vencer o Tennis Masters Cup derrotando Pete Sampras na semifinal e Andre Agassi na final. Com o feito em Lisboa, Guga foi o primeiro tenista a vencer Pete Sampras e Andre Agassi num mesmo torneio; e também o primeiro sul-americano a terminar a temporada como líder do ranking, desde que a listagem mundial foi introduzida, em 1973.
Após o jogo contra Agassi, Guga faz a seguinte declaração:
| “ | "Minha cabeça estava funcionando perfeitamente hoje, tudo estava dando certo e eu fiz uma partida incrível. Acho que acordei hoje, realmente para fazer isso. Estou muito orgulhoso de mim mesmo e de ser brasileiro. Tenho certeza que fiz um domingo feliz para todos e para mim. É o dia mais feliz da minha vida (...) É estranho, realmente não acreditava que poderia ser número um. Talvez isso tenha sido bom, porque não me pressionei e quando entrei em quadra, estava muito tranquilo, como se fosse um jogo estadual. Foi um ano de muito sucesso para mim, para a ATP, com todo mundo querendo ganhar e, depois de vencer o Kafelnikov, o Sampras e o Agassi, acho que realmente mereci ganhar este título. Mas, também, se tivesse perdido e o Safin ficado com o número um, não teria me importado, sei que estaria em boas mãos. O Safin foi a grande estrela desta Corrida e brigamos até o último momento para isso acontecer." | ” |

Em 2001 conquistou dois ATPs em fevereiro, o de Buenos Aires e o de Acapulco, ambos no saibro. Foi campeão do Masters de Monte Carlo e, depois, vice-campeão do Masters de Roma, perdendo para Juan Carlos Ferrero na final por 3 sets a 2. Em Roland-Garros se tornou tricampeão derrotando os espanhóis Ferrero na semi e Alex Corretja na final. Após a vitória na final, Guga fez questão de deixar registrada, na quadra e na camiseta que usava — na qual estava escrito "Eu amo Roland-Garros", em francês — toda a emoção do tenista em participar e vencer pela terceira vez o torneio francês.
| “ | "O primeiro título eu não esperava. O segundo foi tão difícil que foi meio tenso. Hoje eu realmente curti, nunca nos meus melhores sonhos eu venceria pela terceira vez aqui. Eu me vejo como um cara abençoado. É mágico, todas as vezes que eu venho aqui é especial, sempre vai ser. Tudo que acontece comigo aqui é maravilhoso, é um lugar que eu adoro. Às vezes, eu sinto como se estivesse jogando em casa." | ” |

Após o Grand Slam francês, se tornou bicampeão do ATP de Stuttgart, e foi semifinalista no ATP de Los Angeles (em piso hard), perdendo para Andre Agassi. Em agosto, venceu o Masters de Cincinnati (realizado em piso hard), considerado um dos títulos mais difíceis e impressionantes de Kuerten, que derrotou na sequência somente grandes nomes do piso rápido: Andy Roddick, Tommy Haas, Goran Ivanisevic, Yevgeny Kafelnikov, Tim Henman e Patrick Rafter. Na semana seguinte foi finalista do ATP de Indianápolis, derrotando em seguida Ivan Ljubicic, Tim Henman e Goran Ivanisevic, abandonando a final contra Patrick Rafter devido a esgotamento físico. Ainda em agosto, foi às quartas de final do US Open, após derrotar em grande jogo o supersacador Max Mirnyi por 3 sets a 2 na terceira rodada, sendo eliminado por Kafelnikov. Após o US Open, começou a realizar campanhas fracas, denotando o início de seus problemas físicos.
No final do ano de 2001, problemas físicos levaram-no a realizar, no ano seguinte, a primeira de duas cirurgias no quadril direito e obrigaram-no a se afastar do circuito por períodos longos. Após a primeira cirurgia, Guga declarou:
| “ | "Em vez de me cumprimentar, as pessoas perguntam: "Como vai a perna?" A pergunta que deve ser feita agora é "como vão os treinos?"" | ” |

No final daquele ano, bastavam três vitórias para que ele se sagrasse novamente como jogador número um, que não foram obtidas. Desde então, como fruto das sucessivas contusões, teve poucos resultados expressivos.
Em 2004 chegou a afirmar: "Hoje em dia luto contra a minha reabilitação, não contra os adversários, e o ranking agora é o da evolução que eu tenho a cada semana".
2004 foi seu último ano jogando em alto nível. Chegou a ganhar na terceira rodada de Roland-Garros do então nº 1 do mundo Roger Federer, por 3 sets a 0, com parciais de 6/4, 6/4 e 6/4. Federer só voltaria a ser batido antes das quartas-de-finais de um Grand Slam em 2013, quando foi derrotado por Sergiy Stakhovsky, em Wimbledon. Guga considera esta vitória como uma de suas duas maiores da carreira (a outra foi sobre o Agassi, no Masters Cup de 2000), pelas circunstâncias de desconfiança e dores no quadril que o cercavam. Esta vitória o fez acreditar que poderia conquistar o tetracampeonato. Porém, Guga foi eliminado duas rodadas depois, por David Nalbandian. Suas seguidas lesões o fizeram optar, em 2008 e com "apenas" 32 anos, por dar o adeus definitivo à carreira de tenista.
Os pontos característicos de seu jogo eram os fortes golpes de fundo de quadra, em especial os de backhand paralelos e que passavam rasantes junto à rede por terem pouco efeito top spin, bem como um serviço eficiente e potente, que lhe permitia melhor controle do ponto. O grunhido emitido pelo tenista quando golpeava a bola era reconhecido por milhares de fãs mundo afora.
Mesmo jogando com muita seriedade, por vezes solicitou ajuda da torcida, especialmente em jogos da Copa Davis, assim como surpreendeu torcedores mundo afora, como por exemplo, quando atravessou a quadra durante o jogo do Aberto dos Estados Unidos de 1999, e foi cumprimentar o jogador adversário (Cédric Pioline), que suportou o jogo extremamente agressivo de Guga e ainda conseguiu ganhar o ponto, e depois o jogo.
Devido às constantes contusões, Gustavo Kuerten iniciou no começo de 2007 um tratamento no Santos Futebol Clube, com acompanhamento do fisioterapeuta Filé, hoje contratado pela equipe paulista de futebol para recuperar seus próprios jogadores, mas também acompanhando alguns casos, como o do tenista brasileiro. Guga, não obstante seus problemas físicos, ainda representava seu país na Copa Davis. Neste mesmo ano, foi convidado pela federação francesa de tênis, como forma de homenagem aos dez anos de seu primeiro título em Roland-Garros, a entregar o troféu para o campeão do torneio.
No ano de 2008 anunciou ser aquele seu último ano como atleta profissional, e para isto selecionou alguns torneios dos quais guardava boas recordações, para uma série de despedidas. Alguns dos torneios foram Aberto do Brasil, os Masters Series de Miami, Monte Carlo, finalizando com seu torneio favorito, Roland-Garros. Nos bastidores, lutava para tentar ir também aos Jogos Olímpicos de Verão de 2008 em Pequim, pois como não tinha pontuação suficiente no ranking, ele dependia de convite para participar do evento.
Dias antes de jogar o aberto do Brasil de 2008, afirmou:
| “ | "Eu e o povo brasileiro merecemos ser felizes e aproveitar momentos como estes. Eu vou me aposentar, mas essas pessoas que sempre me rodearam vão ficar na minha vida. Eu ainda vou levantar muitos troféus na minha vida." | ” |

Em 25 de maio de 2008 jogou no torneio de Roland-Garros em Paris, o que poderia ser seu último jogo na carreira. Ao entrar, todos se depararam com aquele mesmo uniforme de 1997, azul e amarelo, relembrando o feito que o lançou no tênis internacional, a conquista de Roland-Garros do mesmo ano. Antes mesmo da partida começar, estava muito emocionado. Salvou ainda no último set um match point a favor de Paul-Henri Mathieu, levantando a torcida que ocupava praticamente todos os 15 166 lugares da quadra Philippe Chatrier, a quadra central. Mas, no fim, acabou perdendo por 3 sets a 0 (6/3, 6/4 e 6/2). Mesmo assim foi homenageado com um troféu com as camadas de uma quadra de saibro. Saiu de cabeça erguida, aplaudido.

### Aposentadoria
| “ | "Isso é mais difícil do que ganhar Roland-Garros para mim. É muita coisa inesperada, muita emoção. Antes de entrar na quadra, de uma hora para a outra, vieram todas lembranças que o tênis me trouxe. A cada dia que passa, vejo que o tênis simboliza minha vida. Eu amei este esporte, vivi intensamente os anos em que pude jogar meu melhor, vivi mais intensamente ainda os anos em que tive minhas maiores dificuldades, e hoje saio super feliz e satisfeito, e muito orgulhoso por esse carinho que consegui conquistar. Aproveito isso para agradecer à minha família, pessoas que foram importantes, minha namorada que me apoiou bastante, e também o cara que, para mim, é muito mais gênio do que eu, o Larri, que foi um grande homem na minha vida. Eu aproveito também pra agradecer a vocês. Não é que eu não queira realmente jogar mais, eu peço desculpa, mas é que realmente eu não consigo mais." | ” |

Esse foi o discurso proferido por Guga, anunciando o fim de sua carreira como tenista profissional, após perder a última partida pelo Brasil Open de 2008.
O anúncio feito por Gustavo Kuerten de que deixaria as quadras em junho de 2008 repercutiu nos jornais europeus. Dono de um currículo invejável, mas com sérios problemas físicos que o impediram de jogar em alto nível nos últimos anos, Guga, aos 31 anos, decidiu aposentar-se num palco bem especial: Roland-Garros.
O diário francês Sport24 destacou a decisão de Guga de se retirar das quadras exatamente em Roland-Garros, palco onde foi campeão três vezes: "Uma temporada de adeus para Kuerten", apontou a edição. O mesmo caminho seguiu o Le Figaro, que faz menção ao ano de 1997, quando Guga surgiu para o tênis mundial e encantou o público francês com seu visual no estilo surfista.
Uma reportagem do diário espanhol Marca destacou aposentadoria de Kuerten e relembrou os títulos conquistados pelo brasileiro, comentando a possibilidade de Guga participar de alguns torneios importantes antes de pendurar a raquete, incluindo na lista do tenista os Jogos Olímpicos de Pequim.
O site da ATP, por sua vez, exibiu uma foto de Guga levantando sua primeira taça em Roland-Garros e estampou o seguinte título: "Ex-campeão mundial anuncia aposentadoria".
A reportagem também relatou o trabalho social desenvolvido pelo Instituto Guga Kuerten, que atende crianças de baixa renda em Florianópolis, no estado de Santa Catarina, onde o tenista nasceu e reside.
Guga anunciou sua aposentadoria em 12 de fevereiro de 2008, em entrevista exclusiva ao Globo Esporte, da Rede Globo. Antes, porém, fez uma espécie de turnê de despedida onde participou de alguns dos principais torneios do circuito mundial como o Brasil Open, o Challenger de Florianópolis, e os Masters Series de Miami, Monte Carlo e, por fim, Roland-Garros, lugar que consagrou o catarinense.
Segundo o jornal O Estado de S.Paulo, Guga encerrou a carreira com um patrimônio estimado em US$ 30 milhões (R$ 55 milhões). Além dos contratos de patrocínio, o catarinense faturava no ramo imobiliário e com a própria grife.

### As lesões que abreviaram a carreira do Guga
| “ | "Meu limite realmente foi o corpo. Ainda tenho muita gana de competir e ganhar torneios, mas a parte física complicou bastante. Tentei prorrogar o máximo minha carreira porque sei o quanto represento para o tênis no Brasil. Lutei dois ou três anos para jogar em alto nível, mas não consegui. Isso acabou encurtando meu desempenho jogando bem. Gostaria de ter jogado mais dois ou três anos." | ” |

Guga sofreu a carreira inteira com lesões, que abreviaram sua carreira. Ele sofria de um problema denominado "Síndrome do impacto nos quadris". Segundo o ortopedista do Hospital Edmundo Vasconcelos, Luís Fernando Machado "no caso dos tenistas, é preciso que se tenha um quadril muito estável para que uma sobrecarga não lesione a articulação da região. Quando isso não acontece, o impacto pode provocar o desgaste excessivo da cartilagem, o que causa uma artrose". De acordo com especialistas, atletas já com uma lesão avançada da articulação dificilmente recuperam o desempenho máximo em suas atividades.
O problema no lado direito do quadril de Guga foi diagnosticado pela primeira vez em março de 2001, como sendo uma inflamação no labrum acetabular, que é uma fibrocartilagem que recobre a parte anterior da articulação do quadril. O tratamento foi feito com sessões de fisioterapia. Como não houve solução, a primeira cirurgia, em 26 de fevereiro de 2002, foi feita por artroscopia pelo médico Thomas Byrd, no Baptist Hospital de Nashville, no Tennessee, que removeu toda a parte da cartilagem desgastada. Segundo Fernando Meligeni, Guga conquistou seu tricampeonato de Roland-Garros com muitas dores. “Para mim, aquilo ficou marcado. Ver que o cara estava com dor e ganhava jogo. Ele foi o campeonato inteiro assim, sentindo dor e jogando”, disse ele.
A cirurgia foi considerada um sucesso e, em 29 de abril de 2002, pouco mais de dois meses após da cirurgia, Guga retornou às quadras. Porém, como mesmo após a cirurgia as dores não passavam e seu desempenho não conseguia mais ser o mesmo, Guga recorreu a uma segunda cirurgia, considerada uma cirurgia reparadora, no dia 21 de setembro 2004, na cidade de Pittsburgh (EUA). O médico responsável pela operação foi Marc Philippon, que tratou do problema ósseo que estava bloqueando a movimentação do quadril do tenista, e que provocava a dor. Guga só voltou as quadras seis meses após a cirurgia. Enquanto se recuperava, à base de fisioterapia (com acompanhamento do famoso fisioterapeuta Filé), viu o sueco Magnus Norman, um dos principais adversários, abandonar a carreira devido a um problema semelhante ao seu. Em 2006, buscou ajuda espiritual com o médium Gilberto Arruda para tentar curar a dor. "Sempre procuro conhecer lugares e novos tipos de ajuda. Este lado espiritual é importante", disse Guga.
De 2005 a 2007, dos 30 jogos de simples que disputou no período, perdeu 22; por conta disso, decidiu que 2008 seria seu último ano como profissional.
Na opinião do ex-tenista Jim Courier, as lesões de Guga foram agravadas por conta do calendário. “Infelizmente, o que aconteceu com ele não é raro no tênis, cada vez mais um jogo violento para o corpo dos tenistas. O calendário é longo demais e os dirigentes insistem em andar na contramão da história. Todos os principais esportes do mundo hoje protegem as suas estrelas”.
Em 2013 (já aposentado, portanto), ele foi submetido à terceira cirurgia no quadril. Desta vez foi implantada de uma prótese de titânio com superfície de atrito em cerâmica, medida diferente das outras duas cirurgias, em que a cartilagem era removida. O médico Richard Canella, responsável pela cirurgia, declarou: "Os controles radiográficos comprovam que a cirurgia no quadril direito foi um sucesso. Correu tudo muito bem e dentro de seis meses o Guga poderá voltar às quadras. Nossa intenção é de que ele volte a jogar tênis livre das dores que o incomodavam e limitavam as atividades".

### Vida após a aposentadoria
Em 2011, Guga foi homenageado pela Escola de Samba Grande Rio. Com um tema dedicado a cidade de Florianópolis, uma ala da escola homenageou Guga. A escola de samba produziu um carro especialmente para transportar o tricampeão durante o trajeto no sambódromo da Marquês de Sapucaí, e também criou uma ala com fantasias inspiradas no tênis. Em entrevista, ele comentou: "Estou muito ansioso, esse vai ser um momento único. O projeto que a escola nos apresentou é sensacional, porque também homenageia Floripa que eu adoro. Esse desfile tem tudo para ser inesquecível.".
Em 17 de novembro de 2012, num jogo amistoso entre "o número 1 do presente e o do passado", disputado no Maracanãzinho (Rio de Janeiro), Guga venceu o então número 1 do mundo, Novak Djokovic, num jogo de muita irreverência e brincadeiras. Ao final do jogo, Guga deixou marcada suas mãos na Calçada da Fama do Maracanã. Antes deste jogo contra Djokovic, Guga já havia feito outras quatro partidas de exibição, em anos anteriores, sempre contra ex-tenistas: contra Sergi Bruguera (2009), Carlos Moya (2011), Yevgeny Kafelnikov (2010) e Nicolas Lapentti, e Juan Martin del Potro (2012).
Em maio de 2012, Guga foi anunciado embaixador mundial da Lacoste. Em setembro de 2013, foi anunciado embaixador mundial da Hublot. E em 2025, se tornou embaixador da Senior Sistemas, reforçando a parceria com uma das maiores empresas em software para gestão do Brasil. Em 2025, foi creditado como um dos responsáveis por ajudar Novak Djokovic a desistir da aposentadoria e buscar seu 100º título da carreira.

### Honrarias
Philippe Chatrier Award
Em 1 de junho de 2010 recebeu o troféu Philippe Chatrier, a maior honraria do tênis mundial, em reconhecimento às ações desenvolvidas pelo Instituto Guga Kuerten e o tricampeonato em Roland-Garros.
Inclusão no Hall da Fama
Guga foi homenageado com sua inclusão no International Tennis Hall of Fame em 14 de julho de 2012, se tornando o segundo atleta do tênis brasileiro (após Maria Esther Bueno, que foi incluída em 1978) a receber esta honraria.

## Estilo de jogo
A partir de seu primeiro Slam, em 1997, Guga aprimorou a forma de jogar no saibro em relação à escola dominante de então (que se baseava em um jogo mais defensivo, com longas trocas atrás da linha de fundo, esperando os erros do adversário, exigindo bastante paciência e preparo físico). Contra adversários mais defensivos Kuerten adotou um estilo predominantemente ofensivo, menos distante da linha de fundo, tentando atacar a bola ainda na subida, imprimindo um grande efeito topspin. O saque ganhou potência e precisão, dificultando as devoluções e permitindo o controle do jogo já a partir da segunda bola. Valia-se de fortes golpes de fundo de quadra (groundstrokes), especialmente direitas descruzadas (inside-out forehands) e suas famosas esquerdas (backhands) na paralela, tanto na preparação de um ponto quanto para obter winners (ataques que finalizam um ponto). Também se notabilizou por não ter medo de usar "deixadinhas" (drop shots) e subir à rede contra jogadores posicionados no fundo de quadra, mesmo em pisos mais lentos. Segundo a "Revista Tênis" "Muito além das técnicas e táticas da escola espanhola, que se aprimorou no preparo físico, na consistência dos golpes com topspin e no domínio dos pontos com o forehand (uma das táticas mais usadas por eles era, e ainda é, o saque quique aberto para bater a primeira bola com o forehand), o brasileiro acrescentou um tempero diferente nesse molho: Com ele, o saque passou a ser uma arma essencial".
Esse novo estilo deu mostras de que seria uma tendência no saibro em 1997. Nos anos seguintes, contudo, especialmente com o bicampeonato de 2000 e 2001, Guga institui definitivamente uma nova maneira de jogar na terra batida. Consistência e preparo físico deixaram de ser os dois únicos pontos cruciais do jogo, e passaram a dividir o foco com uma tática agressiva da busca de definição dos pontos.
Usava a empunhadura semi-western backhand com uma só mão, que favorece aplicar um efeito topspin no backhand, mesmo ao atacar bolas mais altas, embora o uso de duas mãos no backhand seja predominante no tênis moderno. A estética (e eficiência) de seu estilo de jogo, em especial seu backhand, é constantemente admirada e lembrada, sendo chamado "o Pablo Picasso das quadras" pelo ex-número 1 Yevgeny Kafelnikov, um de seus principais rivais no circuito. Em uma entrevista dada em 2010, quando perguntado se se lembrava desta declaração, Kafelnikov afirmou: "Foi em 2001, me lembro. O jogo que o Guga fazia foi o melhor da minha geração, eu acho, melhor que Nadal é hoje. Guga ganharia do Nadal se jogassem em suas melhores formas. Só não posso comparar com o Borg porque não vi muito do jogo dele".

## Entrevistas

### Museu da Pessoa
Em 2013, Gustavo forneceu uma entrevista ao Museu da Pessoa, onde descreveu de maneira comovente a relação que mantinha com um de seus irmãos. Nessa entrevista, ele refletiu sobre a importância das pequenas ações e sobre o que verdadeiramente importa na vida.
"Nós somos dois irmãos, mas eu perdi um irmão há cinco atrás já, faleceu o nosso irmão mais novo, que é o Gui, que nasceu deficiente também, ele viveu 28 anos, foi uma experiência marcante para as nossas vidas até hoje, o envolvimento, a relação com ele, forma de aproximação. Ele tinha microcefalia, então a paralisia cerebral que ele desenvolveu limitava a engatinhar basicamente, balbuciava algumas palavras, mas não conseguia completar nenhum tipo de palavra e fazia-se entender pela alma, pelos gestos e ações. Então ele foi um parâmetro, e principalmente quando eu cheguei, depois, lá no auge da minha carreira, para sempre me deixar muito próximo do que a nossa experiência trouxe do que significa a vida."— Gustavo Kuerten Em entrevista ao Museu da Pessoa

## Os principais rivais da carreira
- Yevgeny Kafelnikov  – 12 confrontos, com sete vitórias de Guga (três delas em Roland-Garros).
- Andre Agassi  – 11 confrontos, com sete vitórias de Agassi
- Magnus Norman  - 10 confrontos, com sete vitórias de Guga
- Alex Corretja  – 9 confrontos, com sete vitórias de Guga
- Goran Ivanisevic  – 8 confrontos, com seis vitórias de Guga
- Patrick Rafter  – 8 confrontos, com quatro vitórias para cada
- Tim Henman  – 8 confrontos, com cinco vitórias de Henman
- Marat Safin  – 7 confrontos, com quatro vitórias de Guga
- Carlos Moyá  – 7 confrontos, com quatro vitórias de Guga
- Juan Carlos Ferrero  – 5 confrontos, com três vitórias de Ferrero
- Pete Sampras  – 3 confrontos, com duas vitórias de Sampras
- Roger Federer  – 3 confrontos, com duas vitórias de Guga

### Guga contra "Top 10s"
Ao longo de sua carreira profissional, Guga enfrentou exatos 70 adversários que ocupavam um lugar entre os top 10 do ranking no momento da partida. Ganhou 36 dessas partidas, mas muitas delas aconteceram depois de 2002, quando ele já enfrentava problemas físicos. Se forem considerados as suas três temporadas de auge, em 1999 e 2001, o catarinense venceu 24 de 41 duelos. Em 2000, ele enfrentou 13 jogadores entre os 10 primeiros do ranking e ganhou 10 vezes.

## Jogos históricos

### Final de Roland-Garros de 1997
| Relatório | Gustavo Kuerten | 3 - 0             | Sergi Bruguera |  |
| Relatório | 6               | Set 1 Set 2 Set 3 | 3 4 2          |  |

Duração total da partida: 1 h 50 min
| Estatística do jogo         | Guga          | Bruguera     |
| --------------------------- | ------------- | ------------ |
| % Primeiro saque            | 55% (48/87)   | 66% (76/114) |
| Aces                        | 4             | 1            |
| Duplas faltas               | 0             | 1            |
| % Pontos ganhos - 1º saque  | 81% (39/48)   | 59% (45/76)  |
| % Pontos ganhos - 2º saque  | 58% (23/39)   | 39% (15/38)  |
| Break-points salvos         | 88% (8/9)     | 66% (12/18)  |
| Games jogados com o serviço | 13            | 14           |
| Quebra de saques            | 33% (6/18)    | 11% (1/9)    |
| Total de pontos ganhos      | 57% (116/201) | 42% (85/201) |

- Fonte: ATPWorldTour[62]

### Final de Roland-Garros de 2000
| 11/06/2000 Relatório | Gustavo Kuerten | 3 - 1                   | Magnus Norman |  |
| 11/06/2000 Relatório | 6 2 7(8)        | Set 1 Set 2 Set 3 Set 4 | 2 3 6 (6)     |  |

Duração total da partida: 3h 44min
| Estatística do jogo          | Guga          | Norman       |
| ---------------------------- | ------------- | ------------ |
| % Primeiro saque             | 49%           | 55%          |
| Aces                         | 9             | 9            |
| Duplas faltas                | 3             | 8            |
| Erros não forçados           | 72            | 86           |
| % Pontos ganhos - 1º saque   | 52 de 71= 73% | 58 de 94=62% |
| % Pontos ganhos - 2º saque   | 30 de 73=41%  | 37 de 77=48% |
| Winners (incluindo saques)   | 47            | 66           |
| Quebra de saques             | 7 de 32=22%   | 5 de 13=38%  |
| Subidas à rede               | 18 de 31=58%  | 21 de 30=70% |
| Total de pontos ganhos       | 158           | 157          |
| Saque mais rápido            | 195 kph       | 203 kph      |
| Velocidade média do 1º saque | 163 kph       | 153 kph      |
| Velocidade média do 2º saque | 127 kph       | 123 kph      |

- Fonte: PlayTenis.com[63]

### Final de Masters Cup de 2000
| Relatório | Gustavo Kuerten | 3 - 0             | Andre Agassi |  |
| Relatório | 6               | Set 1 Set 2 Set 3 | 4            |  |

Duração total da partida: 2h 06min
| Estatística do jogo         | Guga          | Agassi       |
| --------------------------- | ------------- | ------------ |
| % primeiro saque            | 57% (56/98)   | 68% (60/88)  |
| Aces                        | 19            | 7            |
| Duplas Faltas               | 1             | 1            |
| % Pontos ganhos - 1º saque  | 82% (46/56)   | 68% (41/60)  |
| % Pontos ganhos - 2º saque  | 52% (22/42)   | 53% (15/28)  |
| Break-points salvos         | 100% (7/7)    | 66% (6/9)    |
| Games jogados com o serviço | 15            | 15           |
| Quebra de saques            | 33% (3/9)     | 0% (0/7)     |
| Total de pontos ganhos      | 53% (100/186) | 46% (86/186) |

- Fonte: ATPWorldTour[64]

### Final de Roland-Garros de 2001
| Relatório | Gustavo Kuerten | 3 - 1                   | Alex Corretja |  |
| Relatório | 6(3) 7 6        | Set 1 Set 2 Set 3 Set 4 | 7(7) 5 2 0    |  |

Duração total da partida: 3h 12min
| Estatística do jogo          | Guga         | Corretja     |
| ---------------------------- | ------------ | ------------ |
| % Primeiro saque             | 59%          | 52%          |
| Aces                         | 10           | 5            |
| Duplas faltas                | 1            | 4            |
| Erros não forçados           | 53           | 65           |
| % Pontos ganhos - 1º saque   | 50 de 72=69% | 42 de 61=69% |
| % Pontos ganhos - 2º saque   | 27 de 50=54% | 20 de 57=35% |
| Winners (incluindo saques)   | 53           | 41           |
| Quebra de saques             | 6 de 14=43%  | 3 de 8=38%   |
| Subidas à rede               | 22 de 38=58% | 16 de 24=67% |
| Total de pontos ganhos       | 133          | 107          |
| Saque mais rápido            | 197 km/h     | 198 km/h     |
| Velocidade média do 1º saque | 170 km/h     | 158 km/h     |
| Velocidade média do 2º saque | 129 km/h     | 129 km/h     |

- Fonte: PlayTenis.com[65]

## Ranking ao final das temporadas
| Ano  | Ranking | Notas |
| ---- | ------- | --- |
| 1993 | 670º    | A primeira aparição no ranking profissional ocorreu no dia 17 de maio no 847º lugar. |
| 1994 | 374º    | |
| 1995 | 190°    | Primeira temporada como profissional |
| 1996 | 87º     | |
| 1997 | 14º     | |
| 1998 | 23º     | |
| 1999 | 5º      | |
| 2000 | 1º      | Primeiro tenista latino-americano a fechar o ano como número 1 do mundo. |
| 2001 | 2º      | |
| 2002 | 37º     | |
| 2003 | 19º     | |
| 2004 | 40º     | Nesta época, apenas o inglês Tim Henman estava há mais tempo entre os top 40 do ranking de entradas da ATP (Associação dos Tenistas Profissionais) do que o brasileiro. Henman havia figurado entre os Top 40 um ano antes que Guga. |
| 2005 | 292º    | |
| 2006 | 1078º   | |
| 2007 | 679º    | |
| 2008 | -       | O nome do Guga foi oficialmente retirado do ranking mundial no dia 02/03/2008 |

| Ano  | Ranking |
| ---- | ------- |
| 1993 | 732º    |
| 1994 | 430º    |
| 1995 | 178°    |
| 1996 | 140º    |
| 1997 | 38º     |
| 1998 | 94º     |
| 1999 | 80º     |
| 2000 | 130º    |
| 2001 | 149º    |
| 2002 | 96º     |
| 2003 | 137º    |
| 2004 | 765º    |
| 2005 | -       |
| 2006 | 526º    |
| 2007 | 498º    |
| 2008 | 577º    |

## Ganhos na carreira por ano
| Ano      | Majors (Grand Slams) | Torneios ATP | Total | Ganhos ($) | Ranking ganho anual por tenista |
| -------- | -------------------- | ------------ | ----- | ---------- | ------------------------------- |
| 1997     | 1                    | 0            | 1     | 1 586 753  | 7                               |
| 1998     | 0                    | 2            | 2     | 732 804    | 25                              |
| 1999     | 0                    | 2            | 2     | 1 762 269  | 6                               |
| 2000     | 1                    | 4            | 5     | 4 701 610  | 1                               |
| 2001     | 1                    | 5            | 6     | 4 091 004  | 2                               |
| 2002     | 0                    | 1            | 1     | 441 974    | 43                              |
| 2003     | 0                    | 2            | 2     | 768 447    | 21                              |
| 2004     | 0                    | 1            | 1     | 385 208    | 62                              |
| 2005     | 0                    | 0            | 0     | 89 389     | 188                             |
| 2006     | 0                    | 0            | 0     | 7 525      | 681                             |
| 2007*    | 0                    | 0            | 0     | 23 660     | 175                             |
| Carreira | 3                    | 17           | 20    | 14 755 588 | 11                              |

* Até 5 de março de 2007.

## Curiosidades
- Primeiro torneio profissional disputado - 10 de abril de 1993. Como convidado, disputou o torneio Mendoza (ARG), mas caiu na estréia diante de Gustavo Diaz (ARG) por 2/6, 6/1 e 7/5.[67]
- Primeira vitória como profissional - 26 de abril de 1993, após entrar como lucky loser em satélite argentino e vencer Jose Rafael Godoy (ARG), por duplo 6/4.[67]
- Em 2013, uma pesquisa feita pelo site sobre relacionamentos extraconjugais "AshleyMadison.com" perguntou às mulheres cadastradas quem seria, no universo do tênis, o amante ideal. 4 630 mulheres participaram da votação, e Guga venceu a eleição[69] entre as infiéis.